# Uloborus planipedius
Uloborus planipedius là một loài nhện trong họ Uloboridae.
Loài này thuộc chi Uloborus. Uloborus planipedius được Eugène Simon miêu tả năm 1896.